# سالي بورتون
سالي بورتون (بالإنجليزية: Sally Burton)‏ (21 يناير 1948)؛ كاتِبة وروائية بريطانية.

## روابط خارجية
- سالي بورتون على موقع IMDb (الإنجليزية)